# Dans în oglindă
Dans în oglindă (Mirror Dance) este un roman științifico-fantastic din 1994 de Lois McMaster Bujold.
Parte a seriei Saga Vorkosigan, a fost publicat prima dată de Baen Books în martie 1994 și a fost inclus în antologia din 2002 Miles Errant.
A primit în 1995 Premiul Hugo pentru cel mai bun roman și Premiul Locus pentru cel mai bun roman științifico-fantastic.
Spre deosebire de majoritatea celorlalte romane din ciclul Vorkosigan, în Dans în oglindă protagonistul nu este Miles Vorkosigan, este Mark Vorkosigan, clona sa.  

## Traduceri
- Dans în oglindă - Lois McMaster Bujold, editura Nemira, colecția Nautilus anul 1997. Traducere de Gabriel Stoian ISBN 973-9301-32-0

## Legături externe
- en  Istoria publicării lucrării Dans în oglindă la Internet Speculative Fiction Database

## Vezi și
- 1994 în științifico-fantastic
- 1995 în științifico-fantastic